# Невралгия тройничного нерва
Невралгия тройничного нерва (тригеминальная невралгия) — хроническое заболевание, проявляющееся приступами интенсивной, стреляющей, жгучей боли в зонах иннервации тройничного нерва.
Международной Ассоциацией по изучению боли (IASP-International Assosiation for the Study of Pain) тригеминальная невралгия определяется как синдром, характеризующийся внезапными, кратковременными, интенсивными, повторяющимися болями в зоне иннервации одной или нескольких ветвей тройничного нерва, обычно с одной стороны лица. Различают первичную (идиопатическую) форму тригеминальной невралгии, возникающую в отсутствие других заболеваний или патологических процессов вследствие компрессии корешка тройничного нерва, и вторичную (симптоматическую) форму, вызванную осложнением другого заболевания (инфекции, опухолей, рассеянного склероза).

## Эпидемиология
Распространённость в популяции оценивается в 1 случай на 15 тысяч человек (может быть занижена из-за неверной диагностики). Чаще всего возникает у людей старше 50 лет, но может встречаться и у молодых при рассеянном склерозе. Чаще встречается у женщин.

## Этиология и патогенез
Патогенез до конца не ясен. В настоящее время считают, что заболевание чаще всего возникает в результате сдавливания тройничного нерва (в месте его выхода из моста) извилистыми, патологически изменёнными сосудами или, реже, опухолью. В результате сдавления корешок нерва, прилегающий к мосту головного мозга, подвергается демиелинизации. Этой причиной объясняется до 80—90 % случаев заболевания. Редко у больных с рассеянным склерозом образуется бляшка в области чувствительного ядра тройничного нерва, что приводит к невралгии. Возможно появление боли как последствие травм, повлекших патологию челюсти.

## Клиническая картина
Невралгия тройничного нерва характеризуется кратковременными (от нескольких секунд до 2 минут) приступами интенсивных, простреливающих болей, или длительными (до 3 дней) жгучими, мучительными болями. Они ограничены зоной иннервации обычно второй и/или третьей ветвей тройничного нерва (в 5 % случаев — в области первой ветви). Боль чаще односторонняя, считается, что не переходит на другую сторону лица. Во время приступа больные «замирают», боясь шелохнуться и усилить боль, реже — растирают щёку. Часто боль вызывает спазм мышц лица поражённой стороны — болевой тик (франц. tic douloureux). В межприступный период боль отсутствует. Но в период обострения предпочтительнее постельный режим.
Приступы возникают спонтанно или при разговоре, жевании, умывании, бритье, чаще во второй половине дня. Триггерные (запускающие приступ) зоны обычно расположены в области носогубного треугольника. Приступ боли может быть спровоцирован переохлаждением (гайморитом, насморком, ОРВИ), нервным возбуждением, употреблением некоторых продуктов (животных жиров, копченостей, острых приправ, в первую очередь чеснока, спиртных напитков, шоколада). У больных мигренью приступ мигрени также может провоцировать невралгию тройничного нерва и наоборот.
Пациенты жалуются на боль по линии прохождения тройничного нерва с правой или левой стороны лица: от внутренней точки бровей, далее через висок, вдоль уха вниз, по тыльной стороне шеи. Боль может распространяться на глаз, ухо, зубы и/или челюсти, некоторые пациенты испытывают боль также в левом указательном пальце. Локализация боли, как правило, обусловлена индивидуальными особенностями расположения тройничного нерва.
Боль настолько мучительна и невыносима, что полностью выбивает человека из нормального ритма жизни.

## Лечение
Основу лечения составляют противоэпилептические препараты. Препарат выбора — карбамазепин (финлепсин) , который высокоэффективен, но может вызывать побочные эффекты: сонливость, головокружение, атаксия, диплопия, изменения со стороны крови, печени и другие. Доза подбирается индивидуально. При достижении терапевтического эффекта (прекращение болевых приступов) дозу снижают до минимальной, при которой эффект сохраняется и эту дозу применяют длительное время (поддерживающая терапия). Возможно  привыкание и, как следствие, увеличение дозы. Возможно назначение окскарбазепина, синтезированного на основе карбамазепина и реже вызывающего побочные эффекты.
Допустимо также применение баклофена, ламотриджина. В неконтролируемых исследованиях показана эффективность фенитоина, габапентина, клоназепама и препараты вальпроата натрия.
При неэффективности медикаментозной терапии применяют внутрикостные блокады, в крайних случаях хирургические методы лечения или стереотаксическую радиохирургию. На первом месте среди хирургических методов стоит микроваскулярная декомпрессия, применяемая при обнаружении нейроваскулярного конфликта и не приводящая к разрушению нерва. Другие хирургические методики: ризотомия глицеролом, радиочастотная термокоагуляция, микрокомпрессия баллоном - носят деструктивный характер. В крайних случаях удаляют сам тройничный нерв, однако операция может иметь побочные эффекты, в том числе изменение мимики лица. 